# 奥焦尔内 (特维尔州)
奥焦尔内（羅馬化：Ozyornyy），旧称博洛戈耶-4（Бологое-4），是俄罗斯特维尔州的封闭市级镇，由州直接管辖，行政地位与区相当。地处特维尔州北部，位于州府特维尔西北方，紧靠特维尔州与诺夫哥罗德州的州界。M10公路（俄罗斯公路）从该镇附近经过。俄罗斯战略导弹部队的第7近卫导弹师驻扎于此。
奥焦尔内的历史可追溯至20世纪30年代，后于1992年得到封闭市级镇地位。2022年人口有10,756人；2010年人口10,882人；2002年人口10,689人。